# Empreinte (animal)
Pour les articles homonymes, voir Empreinte.

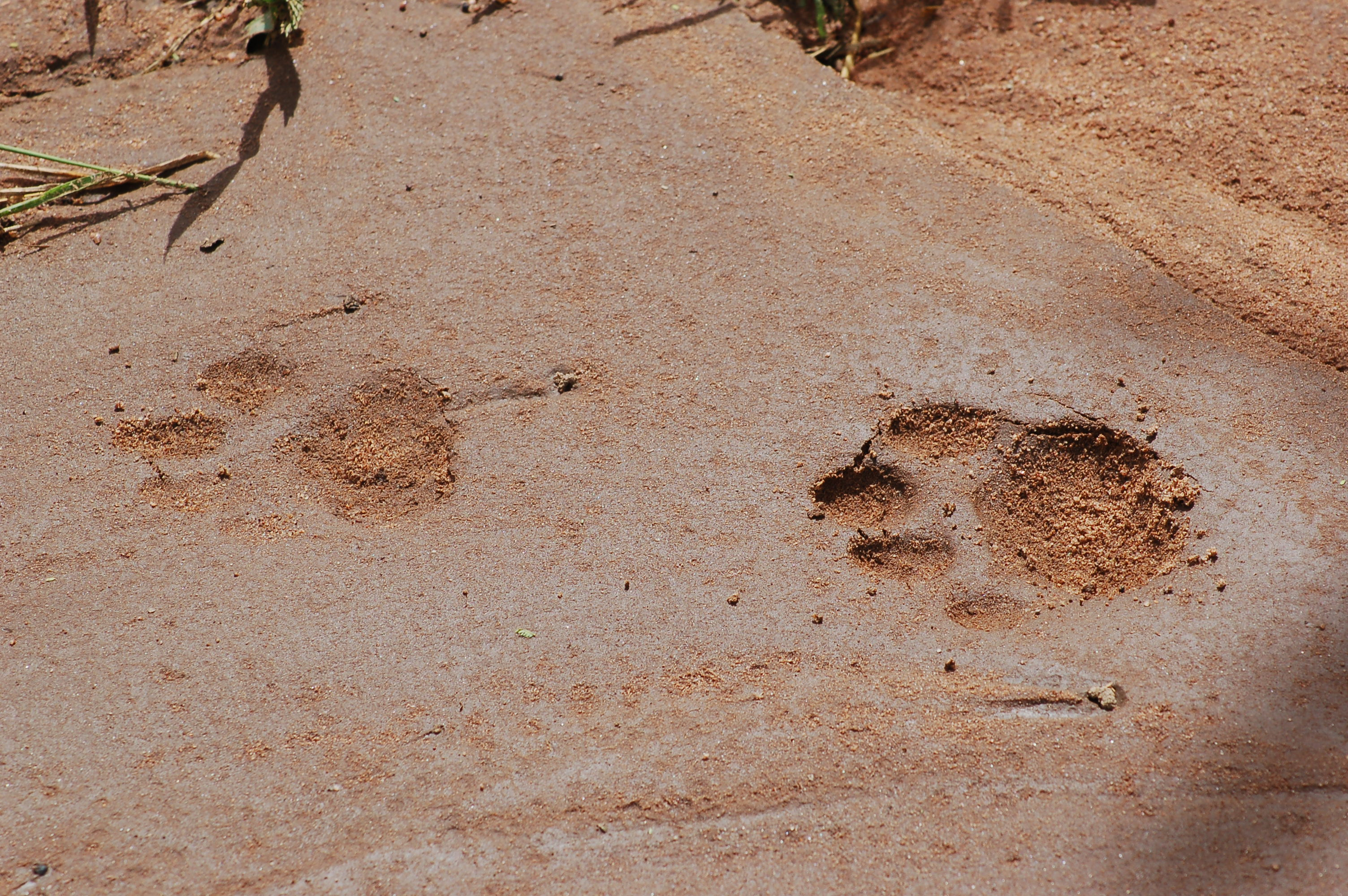
Empreintes de lions dans le sol au Serengeti.

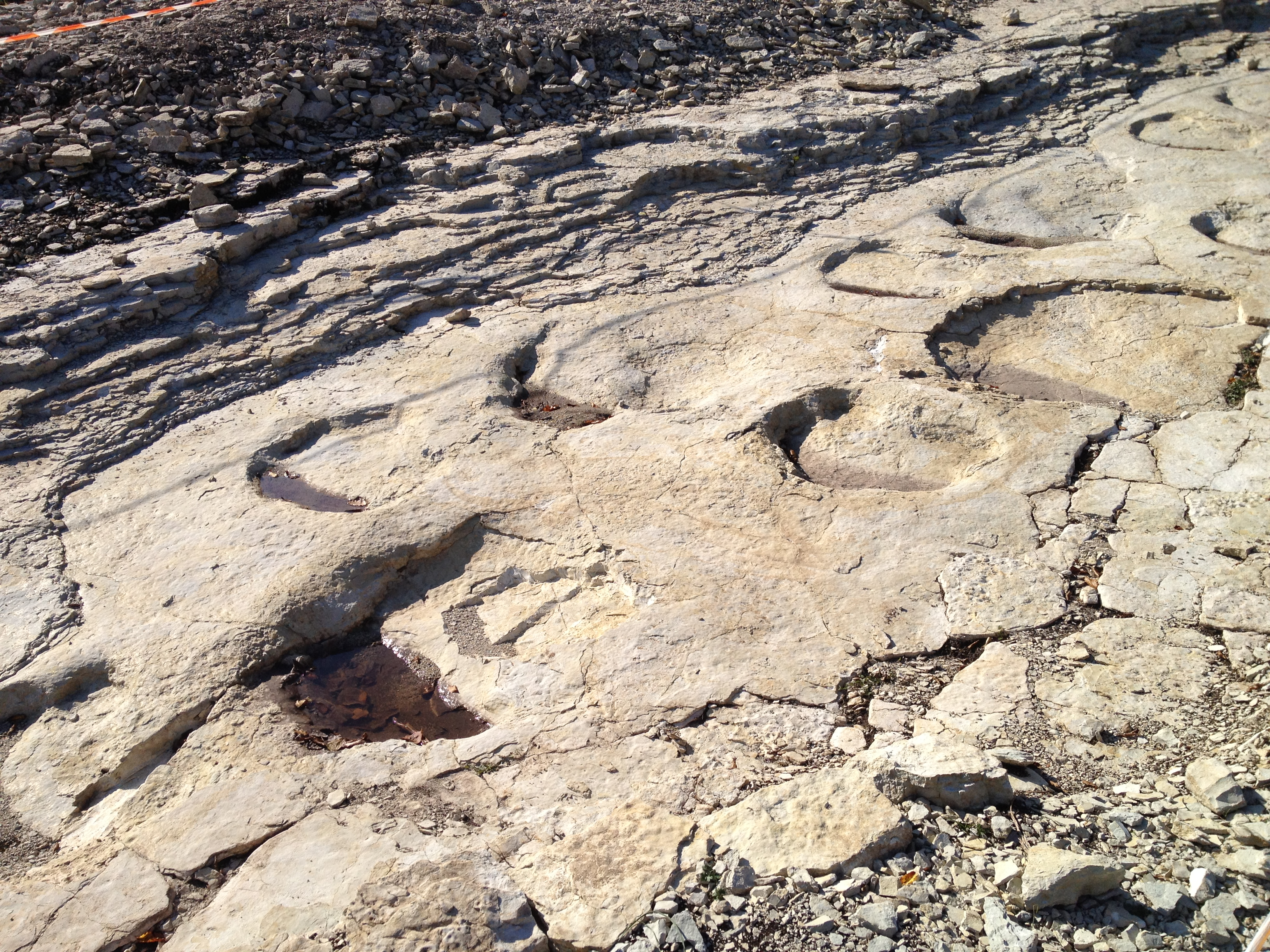
Empreintes fossiles de sauropodes à Dinoplagne (Ain).

Une empreinte d’animal est la marque visible conséquente au passage d'un animal sur un substrat. Il y a notamment les empreintes par coloration (ex : par les urines dans les UV ou par le sang dans le visible) ou avec dépôt (ex : empreinte de pattes sur une vitre, bave d'escargot sur une plante, etc) mais plus particulièrement les empreintes par pression sur un substrat meuble tels que sable, boue, neige, etc.
Les empreintes des animaux sont un type d'indices de présence pour pister les animaux. Leur lecture est utilisée par les chasseurs ou encore les naturalistes. De nombreux livres permettent d'identifier les empreintes d'animaux.
Les empreintes fossilisées s'appellent ichnites et font l'objet d'une science, la paléoichnologie.